# Oksana Syrojid

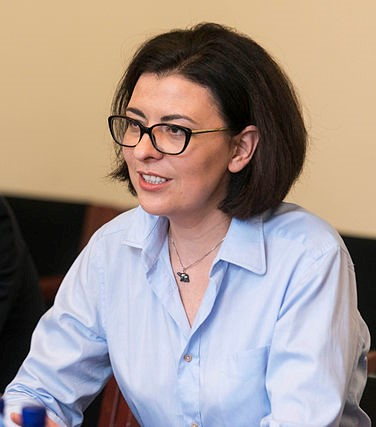
Oksana Syrojid (2015)

Oksana Iwaniwna Syrojid (ukrainisch Оксана Іванівна Сироїд, * 2. Mai 1976 in Horodyschtsche, Rajon Sokal, Oblast Lwiw, Ukrainische SSR) ist eine ukrainische Juristin und Politikerin der Partei Samopomitsch. Sie wurde im Dezember 2014 als erste Frau zur Vizepräsidentin der Werchowna Rada gewählt. Sie ist außerdem Direktorin der "Ukrainian Legal Foundation".

## Biografie
1993 machte Oksana Syrojid ihren Abschluss an einer Schule in Tscherwonohrad. Von Juli 1994 bis Februar 1996 war sie stellvertretende Vorsitzende der Ukrainischen Republikanischen Partei. 1997 schloss sie an der Nationalen Universität Kiew-Mohyla-Akademie ihr Studium der Politikwissenschaften ab. Im Jahr 2000 absolvierte sie ihr Studium der Rechtswissenschaft an der Nationalen Taras-Schewtschenko-Universität Kiew. Von Oktober 2000 bis Juli 2001 war sie Rechtsberaterin des Entwicklungsprogramm der Vereinten Nationen zur Unterstützung der Wirtschafts-, Sozial- und Verwaltungsreformen der Ukraine. Von September 2002 bis November 2003 studierte sie an der Universität Ottawa und erlangte dort den Master of Laws. Von November 2002 bis April 2003 arbeitete sie als Praktikantin bei der internationalen Anwaltskanzlei Gowling Lafleur Henderson LLP in Ottawa. Von Juni 2004 bis August 2012 arbeitete sie als Projektkoordinatorin der OSZE in der Ukraine.
Bei der Parlamentswahl in der Ukraine 2014 war Syrojid auf Listenplatz 4 der Partei Samopomitsch und wurde als Abgeordnete in die Werchowna Rada gewählt.